# Disc virtual
Un disc dur virtual és una solució a l'emmagatzemament de dades que emula un disc dur d'ordinador i que permet accedir-hi des de qualsevol lloc gràcies a la connexió a Internet.

## Descripció
El disc virtual (respecte a ordinadors) és un disc amb algunes característiques d'unitat de disc dur, tot i que, més concretament, és l'emulació d'un disc dur. S'ha d'accedir a través d'Internet o d'una xarxa d'ordinadors, connectant-se a un servidor on hi ha una memòria determinada reservada perquè cada usuari emmagatzemi els arxius que vulgui.
És una idea semblant a la de hosting que utilitzen els webmasters per emmagatzemar les seves webs però, en el cas dels discs durs, aquests estan més orientats als consumidors i/o clients que utilitzen Internet, ja sigui per raons d'oci o de feina. A més, té una interfície molt més semblant a la que tenen els discs durs dels sistemes operatius i tenen moltes més opcions orientades al seu ús d'emmagatzemament.
Apareix com una unitat de disc més al nostre ordinador, podent moure, copiar i eliminar fitxers i carpetes entre aquesta unitat i les altres, mitjançant la interfície habitual del sistema operatiu.

És una eina informàtica pensada per a gent que ha de compartir informació amb grups o persones que estan allunyades geogràficament.
També serveix per a gent que vol tenir la seva informació més important desada en un lloc virtual, de tal manera que hi pot accedir des de qualsevol ordinador, telèfon mòbil o PDA amb connexió a Internet. A l'hora d'utilitzar els arxius no és necessari estar connectat a Internet, ja que es pot descarregar l'arxiu i tornar-lo a carregar un cop editat.
S'utilitza també per prevenir problemes informàtics, ja que permet tenir la informació guardada externament a l'ordinador, en un servidor especialment dedicat a això. A més, es pot utilitzar com a sistema de backup.
Un altre ús que s'ha estès molt és per compartir arxius. Com passa sovint, un avenç tecnològic té bones aportacions i dolentes. En el cas de les unitats virtuals utilitzades per compartir arxius, han ajudat a temes com la pirateria. Un individu puja música, per exemple, al disc dur virtual comunitari i la gent se la baixa.

## Característiques
- Com tots els discs durs, té una capacitat limitada, però a diferència d'ells pot tenir una mida màxima d'arxiu (sense importar de quin tipus sigui aquest).

- Es pot configurar de tal manera que el sistema transmeti les dades encriptades i només s'hi pugui accedir mitjançant una contrasenya.

- Es pot accedir a aquests servidors des de qualsevol navegador (per exemple el Firefox o l'Explorer) connectant-se a l'adreça virtual corresponent. En alguns casos, també s'hi pot accedir mitjançant un programa FTP segur (com per exemple el Secure Shell).

- Algunes empreses ofereixen com a servei per als seus clients o com a negoci un espai virtual d'emmagatzemament. Utilitzen com a característiques principals per als seus clients els següents avantatges:
  - Compatible amb programes d'acceleració de descàrregues.
  - Pujada múltiple d'arxius.
  - Sistema de progrés de pujada.
  - Usuaris anònims poden pujar arxius.
  - Diferents nivells a l'hora de compartir arxius.
  - Continuació de transferència interrompuda.
  - Poder canviar la descripció de cada arxiu.
  - Previsualització de l'arxiu amb creació automàtica d'icones.
  - Àlbum fotogràfic.
  - Pots obtenir arxius des d'altres pàgines web.
  - Enllaç de descàrrega directa.
  - Previsualització de continguts d'un arxiu zip.
  - Arxius zip disponibles.
  - Descàrrega múltiple d'arxius.
  - Reproducció d'arxius de música.
  - Edició d'arxius de text.
  - Funció de cerca.

## Evolució
És un servei bastant nou, encara està en procés d'implementar-se. Probablement serà el substitut de l'actual memòria USB.
Primer van sorgir servidors web on la gent penjava l'arxiu desitjat i n'obtenia un link que permetia descarregar l'arxiu. Alguns exemples d'aquests serveis són ImageShack, Megaupload, MediaFire o Rapidshare.
Més recentment han sorgit iniciatives de servidors de correus com Google amb el seu servei Gmail o Windows amb el seu servei Windows Live, que donen a l'usuari un espai d'unitat virtual per al seu ús personal.
Si evoluciona com ho fa la tecnologia, d'aquí a uns anys serà una alternativa molt interessant (i molt utilitzada) a l'emmagatzemament en CDs, DVDs, discs físics USB, etc.

## Altres usos
Una unitat virtual es pot crear a partir de la memòria RAM, utilitzant una part d'aquesta com a unitat d'emmagatzemament.
També pot ser un lector de CDs o DVDs mitjançant un software emulador. Aquests emuladors permeten muntar un DVD o un CD directament des de la seva imatge de disc, sense que s'hagi de gravar físicament. Sovint s'utilitza per instal·lar o fer funcionar jocs i programes d'ordinador, mitjançant programes com Alcohol 120%, Daemon tools o Isobuster.